# Vanerão
 (février 2021).
Si vous disposez d'ouvrages ou d'articles de référence ou si vous connaissez des sites web de qualité traitant du thème abordé ici, merci de compléter l'article en donnant les références utiles à sa vérifiabilité et en les liant à la section « Notes et références ».

Le  vanerão  est un type de danse caractéristique des États du sud du Brésil, spécialement parmi les gaúchos du Rio Grande do Sul.
Tout comme la vanera et la vanerinha, il est né d'une modification de la habanera. Il devint une des danses populaires du Rio Grande do Sul et fut implanté au Mato Grosso do Sul par les gaúchos qui y allèrent à la recherche de nouvelles frontières agricoles au XXe siècle.